# Ernst Hackländer
Ernst Hackländer (* 31. Juli 1913 in Essen; † 30. April 2000) war ein deutscher Bildhauer.

## Vorfahren
Hackländers Vorfahren väterlicherseits kamen aus Well und hatten dort einen Bauernhof, den sie nach 1800 versteigern mussten. Danach ging der Sohn des Besitzers namens Friedrich Hackländer, der als geizig galt, nach Wermelskirchen und eröffnete auf der Eich eine Handlung für Sämereien. Er wohnte im Haus Nummer 12, in dem sich später die Tapetenhandlung Bastian befand. Friedrich Hackländer hatte die Söhne Friedrich und Peter, von denen Letztgenannter als Infanterist während des Deutsch-Französischen Krieges kämpfte. Nach Kriegsende ermöglichte Friedrich Hackländer den Söhnen mit seinem Vermögen die Eröffnung der Plüschweberei Gebrüder Hackländer. Das lange, schiefergedeckte Gebäude der Fabrik befand sich auf dem Areal der Villa Hulverscheid gegenüber dem Wermelskirchener Bahnhof.
Friedrich Hackländer der Jüngere heiratete Jettchen Weber, deren Eltern als Fuhrunternehmer geschäftliche Kontakte bis nach Antwerpen pflegten. Peter Hackländer als Ernst Hackländers Großvater heiratete eine Frau aus Bielefeld, die früh verstarb. Die Familie lebte in der Berliner Straße Nummer 31, wo Ernst Hackländer bis zu seiner Einschulung glücklich aufwuchs.
Hackländers Vater Friedrich (* 1876 in Wermelskirchen) besuchte eine Rektoratsschule in seinem Geburtsort und absolvierte die Abiturprüfung in Barmen. Nach einem Medizinstudium in München und Berlin leitete er ab 1904 als Facharzt für Nerven- und Gemütskrankheiten die Essener „Lürmann-Stiftung“. Im Jahr 1913 schuf er in einem Neubau das „Sanatorium Dr. Hackländer“, das von 1928 bis Ende 1966 nur die Landesversicherungsanstalt Düsseldorf nutzte.
Hackländers Mutter namens Paula, die 1909 heiratete, kam aus einer ostpreußischen Familie, die der Bischof von Salzburg glaubensbedingt im Jahr 1732 vertrieben hatte. Die Familie ließ sich danach in Mettmann nieder. Der Urgroßvater namens Kircher arbeitete dort als selbstständiger Bäckermeister und war Vater von 21 Kindern, die von drei Ehefrauen stammten. Sein jüngster Sohn Ernst und der Sohn Wilhelm, der Johanna Franz aus Königsberg heiratete, eröffneten in Essen eine Konditorei und Bäckerei, aus der die nicht mehr existierende Großbäckerei Kircher-Rheinbrot in Lüttringhausen entstand.

## Leben und Wirken

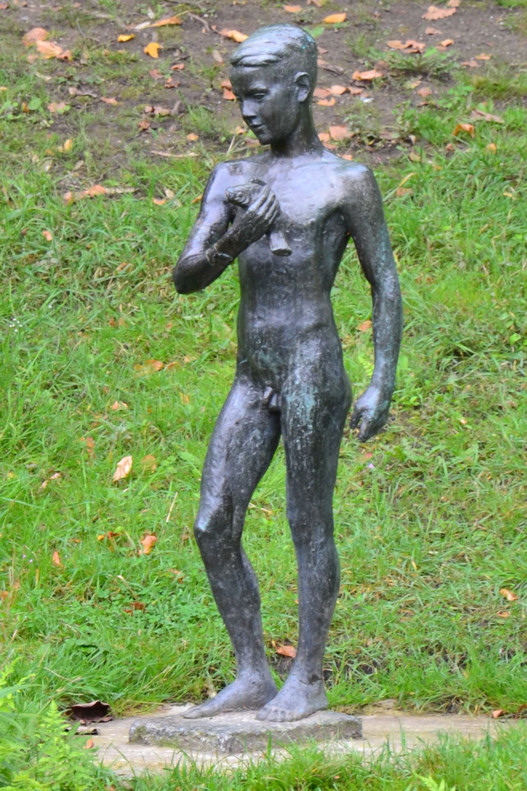
Junge mit Fisch im Essener Grugapark

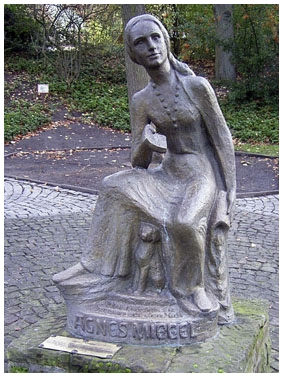
Denkmal für Agnes Miegel

Hackländer besuchte die Folkwang-Schule in seiner Geburtsstadt und hörte dort unter anderem bei Alfred Fischer und in der Bildhauerklasse von Josef Enseling. Ab dem Jahr 1937 lebte er als selbstständiger Künstler, studierte in Wien und München und lebte insbesondere von auftragsbezogen erstellten Porträts. Während des Zweiten Weltkriegs musste er als technischer Zeichner für die Kruppwerke Dienst leisten. Später arbeitete er mit seinem Freund und Dichter Friedrich Karl Witt zusammen und verwendete dessen Dichtungen für seine Arbeiten, während Witt Einflüsse aus Hackländers Arbeiten aufgriff.
Nach Kriegsende schuf Hackländer beachtete Kruzifixe für die Bochumer Epiphanias-Kirche, lutherische Kirchen in Dortmund und Essen und den Wasserspeier „Knabe mit Fisch“, der heute zu den Skulpturen im Grugapark gehört. Ab dem Jahr 1950 war er der Ansicht, dass die zeitgenössische Kunstauffassung des Menschenbild zerstöre, woran er nicht mitwirken wollte. Aus diesem Grund erstellte er zunächst keine weiteren Kunstwerke, sondern erlernte die Berufe des Chiropraktikers und Physiotherapeuten. Gemeinsam mit seiner Schwester Maria leitete er bis Ende 1966 das von seinem Vater gegründete Sanatorium.
Im Jahr 1967 nahm Hackländer seine künstlerischen Tätigkeiten wieder auf mit dem Ziel, sich bewusst gegen den Zeitgeist zu positionieren. Im Jahr 1970 gründete er in München die Deutsche Akademie für Bildung und Kultur mit. Das Deutsche Kulturwerk Europäischen Geistes verlieh ihm 1986 einen Goldenen Ehrenring. Das Haus der Kunst widmete ihm im Jahr 1988 eine Ausstellung, hinzu kamen 1990 und 1991 Ausstellungen in Bad Bevensen und Ottobrunn.
Hackländer war verheiratet mit der Bildhauerin Ruth Kötter, mit der er den Sohn Thomas hatte und die im Jahr 1989 starb. Nach dem Tod seiner Ehefrau arbeitete er als Bildhauer gestalterisch sehr abstrahierend mit erkennbar philosophischen Überhöhungen, bei denen jedoch immer ein klares Menschenbild zu erkennen war. Dies zeigte sich bereits ansatzweise in der Bronzeplastik „Die blinde Seherin“, die er 1985 für das Portal des Gemeindehauses von Bredeney gestaltete. 1998 erstellte er eine Skulptur von Giordano Bruno. Auf Anregung seines Freundes Witt kreierte er in den Jahren 1990/91 die 110 Zentimeter hohe Statue des „Coppernicus“. Im Auftrag eines Kunstfreundes gestaltete er eine an Agnes Miegel erinnernde Figur, die er im März 1993 der Agnes-Miegel-Gesellschaft stiftete. Die Stadt Bad Nenndorf ließ dieses Denkmal aufgrund Miegels Geschichte im Jahr 2015 entfernen.